# Византиос, Скарлатос
Димитриос Скарлатос Византиос (греч.  Δημήτριος Σκαρλάτος Βυζάντιος; Яссы 6 ноября 1798 — Афины 1878) — греческий учёный XIX века. Первый греческий (на территории возрождённого греческого государства) лексикограф.

## Биография
Византиос родился в городе Яссы, Молдавия 6 ноября 1798 года. Отец его был придворным при дворце господаря Молдавии Александра Каллимахиса. Учился в Константинополе и в Париже. Бежал вместе с семьёй по причине резни греков в Молдово-Валахии, учинённой турками после начала Греческой революции в Придунайских княжествах. Только через 9 лет, после окончания Освободительной войны и возрождения греческого государства, семья смогла приехать в Греческое королевство. Здесь Скарлатос был принят в Секретариат внутренних дел, и позже служил во множестве политических и церковных комитетов, став в конечном итоге, в 1836 году, комиссаром короля при Священном Синоде.
В 1846 году он вступил в конфликт с регентом Арманспергом, по вопросам привилегий православной церкви, и подал в отставку. Занялся науками и исследованиями до 1855 года, когда возглавил дирекцию муниципального образования при министерстве образования. На этом посту он оставался до самой своей смерти и инициировал множество нововведений.
Скарлатос Византиос умер в Афинах 11 апреля 1878 года
Его сыновья Анастасиос и Александрос, стали политическими журналистами.

## Лексикограф
Византиос был автором трёх словарей, которые имели огромное значение для греческой лексикографии и, одновременно, Византиос стал первым греческим лексикографом, который издал словарь на территории воссозданного греческого государства.
Его первый словарь (1835) — словарь современной ему разговорной формы греческого языка (Димотика), который был издан под длинным названием «Словарь современного нам греческого диалекта интерпретированный на древний греческий и французский» («Λεξικόν της καθ' ημάς ελληνικής διαλέκτου μεθηρμηνευμένης εις το αρχαίον ελληνικόν και το γαλλικόν»).
Издатель «Исторического словаря» Афинской академии, А.Пападопулос, характеризует словарь Византиоса как «наиболее полный и совершенный словарь 19-го века», несмотря на то, что он содержал не более 10.000 слов и что сам Византиос объяснял и честно предупреждал читателя «Этим я предупреждаю тех, кто видя заголовок моего труда, требуют совершенный словарь сегодняшнего языка греков, хотя данный словарь является не более как временным пособием-черновиком для студентов, впервые изучающих древний греческий».
Вторым словарём Византиоса стал «Словарь греческий и французский» (Λεξικόν Ελληνικόν και Γαλλικόν) (1846), ценный множеством новых слов, переложенных на греческий, в соответствии с новыми словами французского языка, которым Византиос владел в совершенстве.
Третьим словарём, самым известным, был «Словарь греческого языка» («Λεξικόν της ελληνικής γλώσσης») 1852 года издания Эта работа являлась словарём древнего греческого языка, составленного на основе известного тезауруса Э.Стефаноса «из которого», как писал Византиос, «как из Океана, происходят все реки, все моря греческой лексикографии».
Византиос был лексикографом-самоучкой, но своими словарями и взглядами на проблемы греческого языка сыграл значительную роль в XIX веке.
Его словари стали точкой отсчёта в лингвистических и филологических исследованиях и ценным источником материалов для последовавших после него словарей.
Высокий уровень работ Византиоса побудил и других греческий учёных, таких как А.Влахос, Н.Контопулос, Г.Зикидис, А.Ипитис и др. заняться лексикографией.

## Очищение греческого языка
Словарь Византиоса был подвержен идеологии лексикографов 19-го века.
В нём и интерпретация слов современной формы греческого языка даётся на древнем греческом, а существовавшие в употреблении, параллельно с греческими или новые, слова иностранного происхождения (итало-венецианские, французские, турецкие) выделялись в специальном, отдельном, «приложении содержащем чужеродные слова изгои» («παράρτημα περιέχον τας εκφυλλοφορητέας ετερογλώσσους λέξεις».
Это связано с чёткой и воинствующей позицией Византиоса, в поддержку архаизации языка (письменным и разговорным языком свободного греческого государства постепенно должен был стать древний греческий язык) и очистки современного ему языка от чужеродных элементов.
Это также связано с позицией Византиоса в греческом языковом вопросе, который тогда только начинал принимать большие масштабы, и с призывами Адамантиоса Кораиса о очистке и коррекции языка от чужеродных элементов и «вульгаризмов», взгляды которого Византиос разделял и претворял в своём Словаре. Идеология Византиоса направляла его лексикографию.
В результате «Приложение изгоев» содержит не только слова более совершенно не известные в современном греческом языке и полезные только для истории греческой лингвистики, но и множество слов, используемых и ныне исключительно, или параллельно с греческими словами, в современном греческом языке или жаргоне.
Однако и сам Византиос, в своём прологе, отмечает что немедленное замещение чужеродных слов греческими не всегда возможно и часто требует время, чтобы греческий термин стал преобладающим.

## Византиос в свете грядущей «языковой гражданской войны»
Современный лингвист и профессор лингвистики Афинского университета Г Бабиниотис считает Византиоса первым греческим (то есть связанным с территорией возрождённого государства) лексикографом и сожалеет что тот, будучи глубоким знатоком греческого языка, прекратил свои усилия лексикографической записи современного греческого языка в 1835 году (Λεξικό τής νεοελληνικής γλώσσας), чтобы заняться более кропотливым и длительным составлением словаря древнего греческого (Λεξικού τής αρχαίας Ελληνικής (α' έκδ. 1839, β' έκδ. 1852) и греко-французского и франко-греческого (1846).
Бабиниотис считает, что если бы Византиос продолжил, в течение своей долгой жизни, свой новогреческий словарь он бы, вероятно, помог лучшему развитию языкового вопроса.
Его участие в языковой и лексикографической идеологии эпохи помешали ему продолжить работу, которая в его эпоху и до появления на историческую сцену Психариса (десять лет после его смерти, в 1888 году было опубликовано «Путешествие» Психариса), не имела широкого публичного отклика. В последовавшем вихре «языковой гражданской войны», разразившейся в последние десятилетия 19-го века и достигшей пика в первые десятилетия 20-го века, была создана атмосфера языковой текучести, не поощрявшей потенциальных лингвистов и филологов заняться лексикографическим описанием раздвоенного нового греческого языка.

## Археологическое общество
Византиос был активным членом Афинского археологического общества.
В период 1848—1851 годов он был секретарём Общества, в период 1851—1852 годов генеральным секретарём а также членом Научного совета в период 1848—1851 годов.

## Византинист
В период Греческой революции и в первые десятилетия воссозданного греческого государства господствовали взгляды, что Византийская империя являлась периодом упадка и вырождения, который не признавался частью греческой истории.
Изданная Византиосом в 1852 году книга «Константинополь» стала толчком, для ещё элементарных, византийских исследований. В своей книге Византиос высказал позицию, что византийская история является неотъемлемой частью греческой истории. Последовавшая в 1853 году работа историка Папарригопулоса, «вклинивавшего» Византию между древней и современной Грецией, вызвала нападки как на Папарригопулоса, так и на Византиоса.
Греческий лексикограф и историк Куманудис, Стефанос в 1853 году, несколько месяцев после издания однотомной Истории Греческой нации Папарригопулоса, в своей публикации обрушился против тех, кто высказывали взгляды о большом о значении Византии, прежде всего против Папарригопулоса, Замбелиоса и Византиоса.